# Фріц Торнов
Фріц Торнов (нім. Fritz Tornow; 27 липня 1924 — 1990-ті) — військовослужбовець вермахту, фельдфебель. Особистий собаковод Адольфа Гітлера.

## Біографія
Обов'язком Торнова була турбота про вівчарку Гітлера Блонді, її щенят та собак Єви Браун. Також він мав власну таксу.
В останні дні Другої світової війни Фріц Торнов був одним із мешканців фюрербункера. Коли Гітлер дізнався про загибель свого союзника Беніто Муссоліні, якого 28 квітня 1945 року стратили італійські партизани, то ця подія і наближення Червоної Армії укріпили бажання Гітлера не здаватись живим. Він вирішив покінчити життя самогубством ,скориставшись капсулами з ціаністим калієм, які отримав від Генріха Гіммлера. Щоб перевірити ефективність капсул, він наказав доктору Вернеру Гаазе випробувати їх на своїй собаці Блонді. Торнов змусив собак відкрити рот, після чого доктор Гаазе розчавив в ньому капсулу. Торнов дуже засмутився, особливо коли собака померла.
Згідно з доповідю, підготовленою Йосипом Сталіним, і свідченням очевидців, Торнов ще більшее засмутився, коли йому наказали розстріляти щенят Блонді, що він і зробив 30 квітня в саду рейхсканцелярії після самогубства Гітлера і Єви Браун. Також він вбив двох собак Єви Браун, собак секретарки фюрера Герди Крістіан і свою таксу.
Коли радянські війська взяли під контроль фюрербункер, Торнов був одним із п'яти живих мешканців, які залишились в бункері. Решта - доктор Гаазе, медсестри Ерна Флегель і Лізелотта Червінска та електромеханік фюрера Йоганнес Геншель. Всі вони здались у полон.
Торнова вивезли в СРСР, де його катували в Луб'янській в'язниці у Москві. В середині 1950-х років звільнений і депортований у ФРН. З 1960-х до середини 1970-х років мешкав у Герфесті, одному з районів Дорстена. Займався виробництвом корму для собак.

## Образ Фріца Торнова у кінематографі
| Рік  | Назва фільму | Актор         |
| ---- | ------------ | ------------- |
| 1981 | Бункер       | Роберт П'ю    |
| 2004 | Бункер       | Девід Штрісов |